# 加倫納 (印第安納州)
加倫納（英語：Galena）是位於美國印第安納州弗洛伊德縣的一個人口普查指定地區。

## 人口
根據2010年美國人口普查的數據，加倫納的面積為6.94平方千米，當中陸地面積為6.93平方千米，而水域面積為0.01平方千米。當地共有人口1,818人，而人口密度為每平方千米261.96人。